# Parc territorial Tombstone

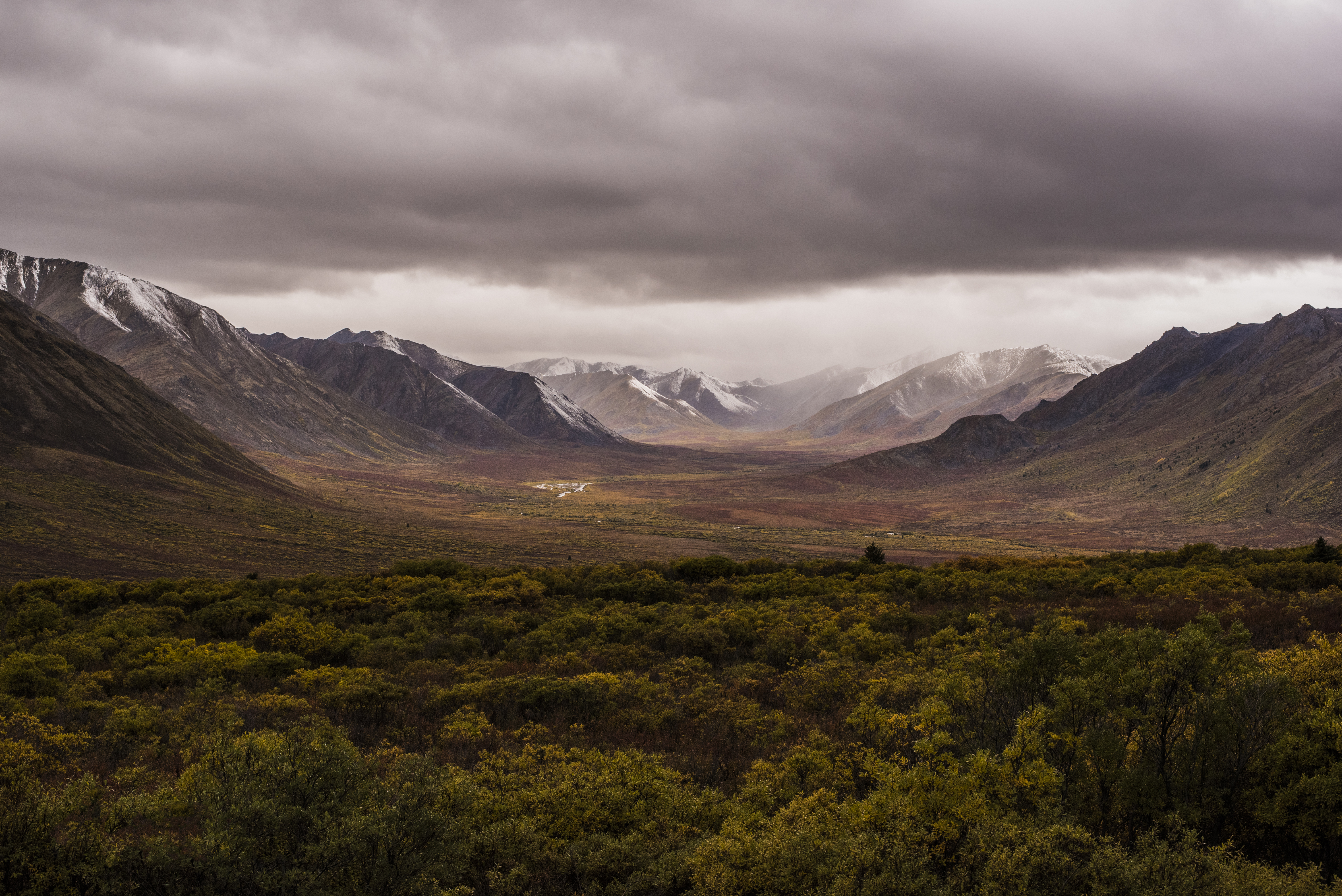
L'automne sur le parc territorial Tombstone. Septembre 2018.

Le parc territorial Tombstone (anglais : Tombstone Territorial Park) est un parc territorial du Yukon situé au nord de Dawson City sur la route Dempster, au Canada. Le parc se distingue par des montagnes et des pics escarpés, des reliefs créés par le pergélisol et par une faune et une flore diversifiées et abondantes. Il est situé sur le territoire traditionnel de la première nation des Tr'ondëk Hwëch'in. La création du parc découle de l'accord sur les revendications territoriales des Tr'ondëk Hwëch'in signé en 1998. Les principaux objectifs de la création du parc sont de protéger à perpétuité cette zone naturelle tout en mettant en valeur l'histoire et la culture des Tr'ondëk Hwëch'in,. Le parc inclut sur sa superficie de 2 200 km2 une partie des monts Ogilvie et des hautes terres de Blackstone qui sont inclus dans la région écologique des monts Mackenzie.   

## Localisation
Le parc est situé est situé le long de la Dempster Highway au nord de la Cité de Dawson entre le km 50 et le km 120. Le centre d'interprétation est situé au km 71.5. 

## Faune
Le parc Tombstone est l'habitat de nombreuses espèces de mammifères telles que le grizzly, le mouflon de Dall, le caribou des bois, l'orignal, le loup, la marmotte des rocheuses, le pika à collier et le renard roux. Il y a également de nombreuses espèces d'oiseaux telles que le tétras à queue fine, le traquet motteux, l'aigle royal, le plongeon catmarin, l'harelde kakawi, le lagopède des saules, le pluvier bronzé, le labbe à longue queue, le plectrophane lapon, le plectrophane des neiges, le hibou des marais, le courlis à corlieu, le canard d'Amérique, la grive à joues grises, le pipit d'Amérique, l'arlequin plongeur, le phalarope à bec étroit et le plongeon huard. 

## Flore
La flore du parc est caractérisée par la forêt boréale dans la partie sud et à basse altitude et par la toundra.

## Activités
La randonnée pédestre et le camping sont les principales activités pratiquées dans le parc. On peut également y faire l'observation de la faune. 